# Tanjung Julu
Tanjung Julu is een bestuurslaag in het regentschap Mandailing Natal van de provincie Noord-Sumatra, Indonesië. Tanjung Julu telt 833 inwoners (volkstelling 2010).